# Ishøj Volley 2016-2017
Questa voce raccoglie le informazioni riguardanti l'Ishøj Volley nelle competizioni ufficiali della stagione 2016-2017.

## Organigramma societario
Area direttiva
- Presidente: Henning Thomsen
- Vicepresidente: Jesper Maack
- Segreteria: Maibritt Skouborg

Area organizzativa
- Tesoriere: Flemming Rasmussen

Area tecnica
- Allenatore: Maciej Kordysz
- Allenatore in seconda: Erling Böttcher, Marcin Janczak

## Rosa
| N° | Nome              | Ruolo | Data di nascita  | Nazionalità sportiva |
| -- | ----------------- | ----- | ---------------- | -------------------- |
| 2  | Damian Nowak      | C     | 22 agosto 1989   | Polonia              |
| 3  | Jakub Makar       | S/O   | 7 luglio 1993    | Polonia              |
| 5  | Łukasz Krawczuk   | P     | 29 gennaio 1989  | Polonia              |
| 6  | Rafał Gosik       | S     | 24 dicembre 1984 | Polonia              |
| 6  | Bartosz Wajdowicz | C     | 22 agosto 1990   | Polonia              |
| 7  | Marcin Janczak    | C     | 12 luglio 1986   | Polonia              |
| 8  | Karol Dziuba      | P     | 5 luglio 1988    | Polonia              |
| 9  | Sebastian Sobczak | S     | 20 giugno 1988   | Polonia              |
| 11 | Jan Siemiątkowski | S/O   | 21 agosto 1996   | Polonia              |
| 12 | Maciej Kordysz    | S     | 2 agosto 1985    | Polonia              |
| 13 | Szymon Piórkowski | S     | 3 aprile 1989    | Polonia              |
| 14 | Artur Pasinski    | S     | 29 marzo 1996    | Polonia              |
| 17 | Jonas Marcussen   | C     | 22 marzo 2001    | Danimarca            |
| 18 | Kuba Rygier       | L     | 28 maggio 1995   | Polonia              |